# Шуйка (приток Малой Кокшаги)
Шуйка или Шунка — река в России, протекает по Звениговскому району Республики Марий Эл, памятник природы республиканского значения. Устье реки находится в 11 км от устья Малой Кокшаги по левому берегу. Длина реки составляет 17 км, площадь водосборного бассейна — 95,6 км².
Исток реки находится в болотах в 10 км к юго-западу от посёлка Суслонгер. Река течёт на юго-запад, всё течение реки проходит по заболоченному, ненаселённому лесному массиву. Притоки — Толбашка, Лошманка (левые). Впадает в Малую Кокшагу у деревни Шуйка.

## Памятник природы
Постановлением Правительства Республики Марий Эл от 14 июля 2008 г. № 182 «О памятниках природы республиканского значения Республики Марий Эл» река Шуйка отнесена к памятникам природы Республики Марий Эл. Охране подлежит ихтиофауна (хариус европейский). Объект имеет научное значение.

## Данные водного реестра
По данным государственного водного реестра России относится к Верхневолжскому бассейновому округу, водохозяйственный участок реки — Волга от Чебоксарского гидроузла до города Казань, без рек Свияга и Цивиль, речной подбассейн реки — Волга от впадения Оки до Куйбышевского водохранилища (без бассейна Суры). Речной бассейн реки — (Верхняя) Волга до Куйбышевского водохранилища (без бассейна Оки).
Код объекта в государственном водном реестре — 08010400712112100001401.